# Smilax vaginata
Smilax vaginata là một loài thực vật có hoa trong họ Smilacaceae. Loài này được Decne. mô tả khoa học đầu tiên năm 1844.